# Tôn Mai Quân
Tôn Mai Quân (tiếng Trung giản thể: 孙梅君, bính âm Hán ngữ: Sūn Méijūn, sinh tháng 7 năm 1965, người Hán) là nữ chính trị gia nước Cộng hòa Nhân dân Trung Hoa. Bà là Ủy viên dự khuyết Ủy ban Trung ương Đảng Cộng sản Trung Quốc khóa XX, hiện là Thường vụ Thành ủy, Bộ trưởng Bộ Tổ chức Thành ủy Bắc Kinh. Bà từng là Bộ trưởng Bộ Thống Chiến Thành ủy Bắc Kinh; Phó Cục trưởng Tổng cục Quản lý Giám sát thị trường Trung Quốc; Phó Chủ nhiệm Văn phòng Ủy ban An toàn thực phẩm Quốc gia.
Tôn Mai Quân là đảng viên Đảng Cộng sản Trung Quốc, học vị Cử nhân Kinh tế nông nghiệp, Tiến sĩ Quản trị học, Kế toán sư cấp cao. Bà có sự nghiệp 30 năm công tác ở các cơ quan của chính quyền trung ương trước khi được điều về tham gia lãnh đạo Bắc Kinh.

## Xuất thân và giáo dục
Tôn Mai Quân sinh vào tháng 7 năm 1965 tại huyện Khai Giang, nay thuộc địa cấp thị Đạt Châu, tỉnh Tứ Xuyên, Cộng hòa Nhân dân Trung Hoa. Bà lớn lên và tốt nghiệp cao trung ở Trung học Khai Giang, thi cao khảo vào năm 1982 và đỗ Đại học Nông nghiệp Tây Nam, nay là Đại học Tây Nam, tới Trùng Khánh để nhập học hệ quản lý kinh tế nông nghiệp vào tháng 9 cùng năm và tốt nghiệp cử nhân chuyên ngành ngày vào tháng 7 năm 1986. Sau đó, bà theo học chương trình nghiên cứu sinh tại chức sau đại học cùng ngành kinh tế nông nghiệp ở Đại học Nông nghiệp Hoa Nam tại Quảng Châu và nhận bằng Thạc sĩ Kinh tế học. Bà tiếp tục là nghiên cứu sinh ở Đại học Nhân dân Trung Quốc vào những năm 90 và trở thành Tiến sĩ Quản trị học vào năm 1999. Tôn Mai Quân được kết nạp Đảng Cộng sản Trung Quốc vào tháng 6 năm 1986 vào thời điểm trước khi tốt nghiệp trường Tây Nam.

## Sự nghiệp

### Các thời kỳ
Tháng 7 năm 1986, sau khi tốt nghiệp Nông nghiệp Tây Nam, Tôn Mai Quân được phân vào công tác ở Cục Thống kê Quốc gia, lần lượt là công vụ viên ngạch khoa viên, phó chủ nhiệm rồi chủ nhiệm khoa viên, có sự nghiệp giai đoạn 1986–2004 ở đây với cương vị Phó Trưởng phòng rồi Trưởng phòng Điều tra khảo sát nông nghiệp của cục. Trong khoảng thời gian từ tháng 3 năm 1999 đến tháng 1 năm 2000, bà từng được điều về Cục Thống kê địa cấp thị Hiếu Cảm của Hồ Bắc để tham gia chương trình huấn luyện công tác địa phương, và giữ vị trí Phó Đội trưởng Đội Điều tra nông nghiệp ở Hiếu Cảm. Tháng 12 năm 2004, bà được điều sang Văn phòng Nghiên cứu Quốc vụ viện để công tác giai đoạn 2004–12, lần lượt là Thanh tra viên, Phó Trưởng phòng, rồi Trưởng phòng, và là Phó Ty trưởng Ty Nghiên cứu kinh tế nông thôn của văn phòng. Sang tháng 12 năm 2012, bà được điều tới Văn phòng Ủy ban An toàn thực phẩm Quốc vụ viện, nhậm chức Ty trưởng Ty Pháp quy chính sách, được 2 năm thì tiếp tục chuyển cơ quan sang Tổng cục Quản lý giám đốc Dược phẩm và Thực phẩm Quốc gia (CFDA) làm Ty trưởng Ty Tổng hợp, tương ứng với Chủ nhiệm Văn phòng nghiên cứu Chính sách của cơ quan này. Tháng 3 năm 2017, bà được bổ nhiệm làm Tổng giám An toàn thực phẩm kiêm Tổng thư ký Văn phòng An toàn thực phẩm Quốc vụ viện.

### Cấp cao
Tháng 7 năm 2017, Tôn Mai Quân được thăng chức làm Phó Cục trưởng CFDA, Thành viên Đảng tổ Tổng cục, cấp phó bộ trưởng, đồng thời tiếp tục quản lý an toàn thực thẩm. Đến tháng 3 năm 2018, khi CFDA được giải thể, một phần chuyển đổi thành Tổng cục Quản lý và Giám sát thị trường Quốc gia thì bà được điều sang cơ quan này, là Phó Cục trưởng, Thành viên Đảng tổ, rồi kiêm nhiệm thêm là Phó Chủ nhiệm Văn phòng Ủy ban An toàn thực phẩm Quốc gia từ tháng 6 cùng năm. Tháng 12 năm 2020, bà được điều về Bắc Kinh, chỉ định vào Ủy ban Thường vụ Thành ủy, nhậm chức Bộ trưởng Bộ Công tác Mặt trận Thống nhất Thành ủy Bắc Kinh, kiêm nhiệm Phó Bí thư Đảng tổ Ủy ban Bắc Kinh Chính hiệp Trung Quốc. Ngày 21 tháng 10 năm 201, bà được chuyển vị trị làm Bộ trưởng Bộ Tổ chức Thành ủy Bắc Kinh. Cuối năm 2022, bà là đại biểu của đoàn Bắc Kinh dự Đại hội Đảng Cộng sản Trung Quốc lần thứ XX. Trong quá trình bầu cử tại đại hội, bà được bầu là Ủy viên dự khuyết Ủy ban Trung ương Đảng Cộng sản Trung Quốc khóa XX.